# Crumbsuckers
Crumbsuckers é uma banda de crossover thrash/hardcore punk formada em 1982 nos Estados Unidos da América.
A banda foi formada em Nassau County, Long Island, New York. Eles tocaram com o Nuclear Assault no CBGB, atraindo a atenção de gravadoras que lá estavam. Assinaram então com a Combat Records, e dessa parceria surgiu dois álbuns; Life of Dreams (1986) e Beast on My Back (1988), e após isso a banda se dissolveu.
O Crumbsuckers tocou seu último show de reunião (com Chris Notaro nos vocais) no Black N 'Blue Bowl Festival 2015 no Webster Hall (ex-Ritz) em Nova York no domingo, 17 de maio de 2015.

## Integrantes
Última formação
- Gary Meskill - baixo (1982-1989)
- Chuck Lenihan - guitarra (1985-1989)
- Danny Richardson - bateria (1985-1989)
- Mark Piovanelli - guitarra (1988-1989)

## Discografia
- Life of Dreams (1986)
- Beast on My Back (1988)